# Manoir de Kerveno
Cet article possède des paronymes, voir Manoir de Kervéno et Manoir de Kervero.
Le manoir de Kerveno est situé à Plouray en France.

## Localisation
Le manoir est situé sur le territoire de la commune de Plouray, au lieu-dit Kerveno, dans le département du Morbihan en région Bretagne.

## Description
Le manoir date probablement du XVIIe siècle, édifice en rez-de-chaussée, étage carré détruit, construction en moellons de granite, toiture à longs pans couverte d'ardoises, pignon découvert, noue, croupe. Escalier hors-œuvre : escalier à vis sans jour.

## Historique
Le manoir est inscrit à l'inventaire général du patrimoine culturel. Il appartenait en 1514 à Geoffroy de Kerancourhin,.